# Anton Stöckl
Anton Stöckl, slovenski skladatelj, organist, pedagog in violinist, *16. januar 1850, Ljubljana, † 27. december 1902, Zagreb.

## Življenje
Glasbeno se je izobraževal v Ljubljani pri Antonu Nedvĕdu in Antonu Foersterju. Deloval je kot učitelj in organist. Med letoma 1875 in 1878 je deloval kot kapelnik pri Dramatičnem društvu. Nato je odšel na Ptuj, od leta 1882 pa je živel v Zagrebu, kjer je bil v tamkajšnjem gledališču violinist, poučeval pa je tudi glasbo.

## Delo
V Ljubljani je pisal glasbene točke k različnim slovenskim gledališkim predstavam, ki so jih uprizarjali v Dramatičnem društvu. Najobsežnejše njegovo delo je opereta Čarovnica na besedilo Jakoba Alešovca, ki je bila krstno uprizorjena 2. aprila 1876.